# Jean Jallabert
Pour les articles homonymes, voir Jallabert.
Ne doit pas être confondu avec Jean Jalabert.
Jean Jallabert, né à Genève (alors république indépendante), le 26 juillet 1712 et mort à Nyon (Pays de Vaud alors sous administration bernoise) le 9 avril 1768, est un mathématicien, physicien et politicien genevois.

## Biographie
Il est le fils d'Étienne Jallabert (1658-1724), un pasteur protestant français d'une famille originaire de Languedoc, émigré à Genève en 1685 (soit l'année même de la révocation de l'édit de Nantes par Louis XIV), et devenu professeur de mathématiques (1704) et de philosophie (1713) à l'Académie de Genève.

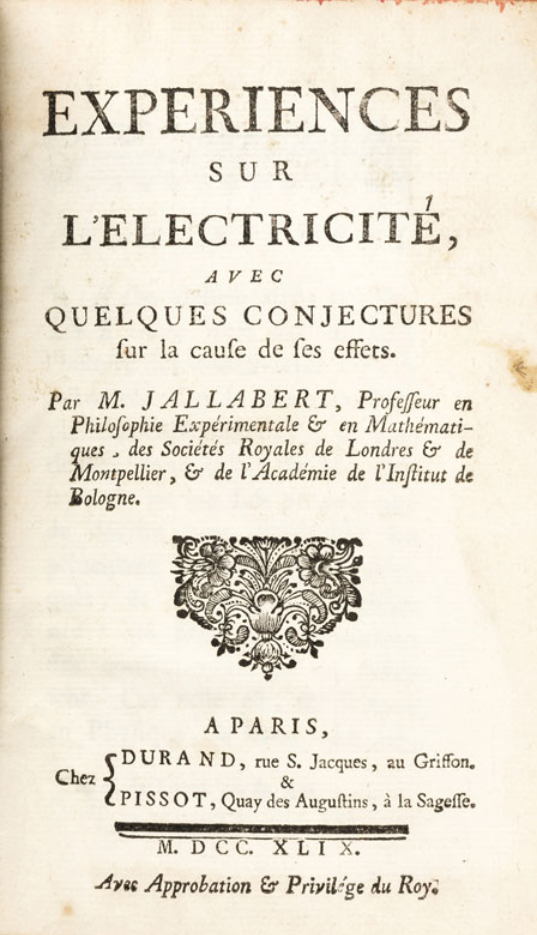
Page de garde du traité de Jean Jallabert : Expériences sur l'électricité, avec quelques conjectures sur la cause de ses effets (1748).

Suivant les traces de son père, Jean Jallabert se consacre d'abord au service religieux (il est pasteur de 1740 à 1744), pour se tourner ensuite vers les sciences, sous l'influence des mathématiciens Gabriel Cramer (1704-1752) et Jean-Louis Calandrini (1703-1758) dont il a épousé une petite-fille en 1740. Il est professeur de physique expérimentale de 1737 à 1750 et conservateur de la bibliothèque publique de Genève de 1740 à 1757. Avant de commencer à enseigner, il effectue un « Grand Tour » de formation (1737-1739) qui le mène successivement à Bâle (auprès de Daniel Bernoulli), à Leyde (auprès de 's Gravesande et de Bernhard Siegfried Albinus), à Utrecht (auprès de Musschenbroek), à Londres (auprès de Desaguliers) et à Paris (auprès de Maupertuis, de l'abbé Nollet et de La Condamine). Il en ramène de bonnes connaissances en mathématiques et en physique expérimentale, ainsi que de nombreux instruments de physique et une collection de curiosités naturelles.
Durant sa carrière scientifique Jallabert s'intéresse particulièrement à l'électricité et à ses effets thérapeutiques, sujets sur lesquels il entretient une correspondance avec l'abbé Nollet et avec le médecin montpelliérain Sauvages de la Croix. Dans ses Expériences sur l'électricité (1748) il expose une théorie opératoire de l'électricité fondée sur l'idée d'un fluide unique, à la manière de Nollet. Jallabert est par ailleurs l'un des premiers, un siècle avant Duchenne, à étudier les contractions musculaires sous l'effet de l'électricité et à en déduire les actions physiologiques des muscles sur les segments articulés des membres. La guérison à l'aide d'un générateur d'électricité statique d'un patient de 52 ans ayant un bras paralysé lui assure une certaine célébrité ; mais les espoirs placés en l'électrothérapie sont vite déçus.

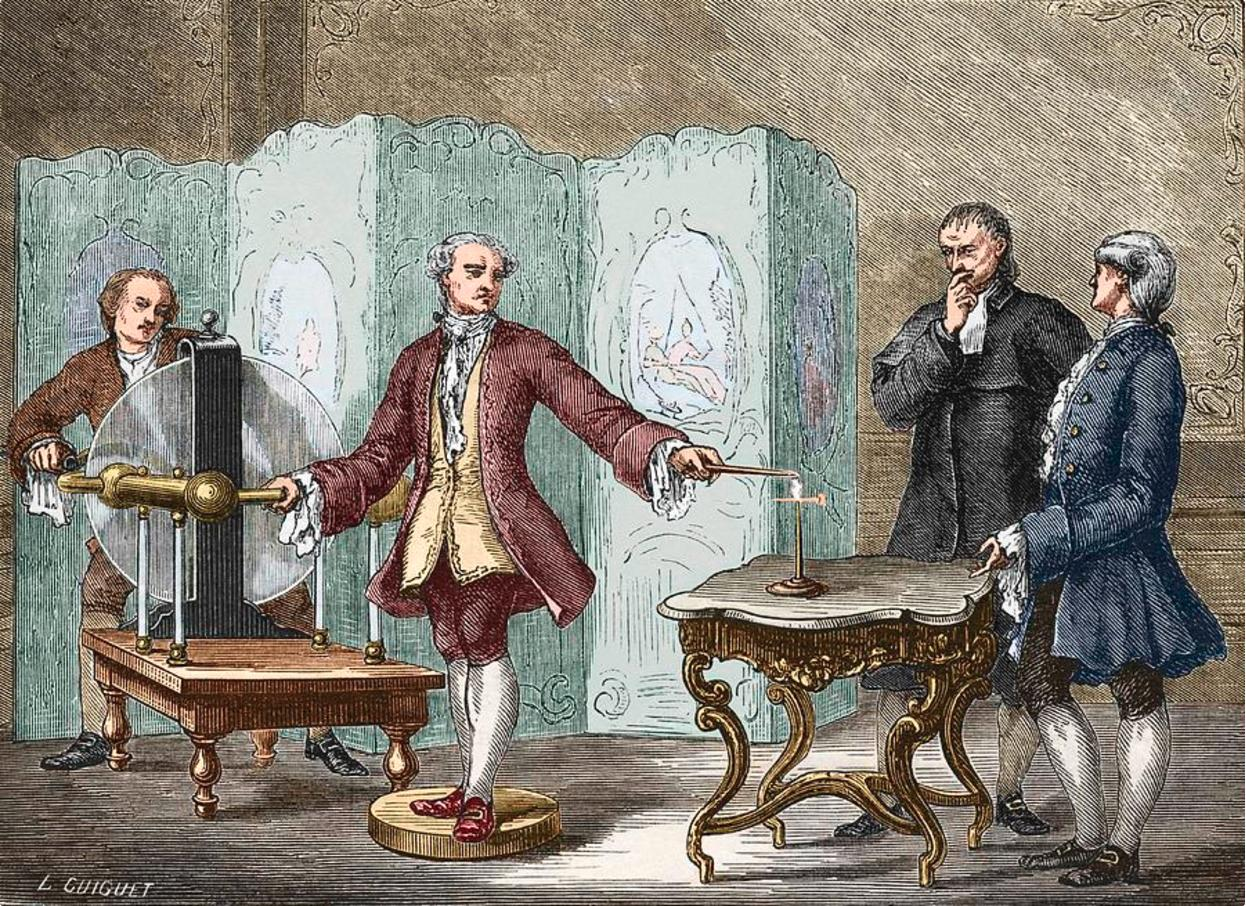
Jean Jallabert expérimentant les effets des pointes et des boules sur les arcs électriques. Gravure de L. Guiguet, initialement publiée dans Louis Figuier. Les Merveilles de la science, 1867-1891, Tome 1.

Outre ses travaux de recherche sur l'électricité, il consacre plusieurs études à divers phénomènes naturels (les trombes, les séismes, les éruptions du Vésuve, les seiches du lac Léman), ainsi qu'aux instruments de mesure scientifiques (les baromètres).
En 1740, il épouse Sybille Catherine Calandrini, une petite-fille de son maître le mathématicien Jean-Louis Calandrini. Le 11 juillet de la même année il achète à Jean-Louis Cramer le château de l'Impératrice à Pregny. Il le revendra, 10 ans plus tard, à Jean-Jacques Pallard.
Devenu professeur de mathématiques en 1750 et de philosophie en 1752, Jallabert démissionne de ces charges d'enseignement en 1757 pour poursuivre sa carrière politique. Il vend d'ailleurs son cabinet de physique à son disciple Louis Necker, qui ambitionne de lui succéder à l'Académie. Ayant été élu au Conseil des Deux-Cents en 1746, il devient membre du Petit Conseil en 1757, puis est élu syndic de la république de Genève en 1765, charge qu'il occupera jusqu'à sa mort, due à une chute de cheval survenue selon certaines sources, dans sa propriété de Begnins où il profitait de quelques jours de repos, et selon d'autres sources sur le chemin du retour de cette propriété, dans le district de Nyon. Jallabert succombe à ses blessures (causées par un traumatisme crânien) dans la ville voisine de Nyon, selon une lettre mentionnée par Rudolf Wolf écrite par Bonnet (probablement Charles Bonnet) à Haller (probablement Albrecht von Haller) datée du 12 avril 1768.

## Publications
- (la) Theses physico-mathematicae de gravitate, in quibus ejus leges ex motibus caelestibus deducuntur, ac circa ejus causam mechanicam hypothesis eruditorum examini subjicitur ; quas, Deo dante, sub praesidio D.D. Gabrielis Cramer matheseos professoris, tueri conabitur Johannes Jallabertus, author, 1731
- (la) De philosophiae experimentalis utilitate : illiusque et matheseos concordia, 1740 — Leçon inaugurale
- Expériences sur l'électricité avec quelques conjectures sur la cause de ses effets, Genève, 1748, in-8
  - Une 2e  éd. est parue à Paris, in-12, en 1749. Elle « est une contrefaçon de celle de Genève » contenant de larges extraits de l'édition genevoise et une lettre de Sauvages de Lacroix au Dr Bruhier. Elle a servi de base aux traductions allemandes[5].
  - (de) Experimenta electrica usibus medicis applicata ; Oder Versuche über die Electricität, aus denen der herrliche Nutzen derselben in der Artzneywissenschaft … zu ersehen … denen beigefügt de Sauvages Sendschreiben von Versuchen an einigen Lahmen, 1750 — Numérisation Google livres
  - (de) Versuche über die Electricität, worinnen der herrliche Nutzen und die Würkung in der Arzneywissenschaft und insbesondere eines Lahmen gezeiget wird, Bâle, 1771 — Numérisation e-rara.ch
- (la) Oratio exponens vitam, fata, ac virtutes G. Crameri

### Correspondance
- Isaac Benguigui, Théories électriques du XVIIIe siècle : correspondance entre l'abbé Nollet (1700-1770) et le physicien genevois Jean Jallabert (1712-1768), Genève, Georg, 1984

## Distinctions
- Membre correspondant de l'Académie des sciences de Paris en 1739
- Membre de la Royal Society
- Membre de l'Institut de Bologne